# فیرلی، ورمونت
فیرلی (به انگلیسی: Fairlee) یک منطقهٔ مسکونی در ایالات متحده آمریکا است که در شهرستان اورنج، ورمانت واقع شده‌است.
 فیرلی ۵۵٫۰ کیلومتر مربع مساحت و ۹۶۷ نفر جمعیت دارد و ۴۲۱ متر بالاتر از سطح دریا واقع شده‌است.